# Изотермски процес
Изотермски процес је процес при којем се температура система не мења. Систем мора бити у контакту са околином да би јој предао или из ње примио енергију потребну за одржање непроменљиве температуре.

## Математички опис
Изотермски процес можемо представити математички повезивањем у формулу величина које карактеришу стање идеалног гаса(односно Бојл-Мариотовим законом) и графички уз помоћ изотерми.

### Бојл-Мариотов закон
Изотермски циклус код идеалног гаса се описује Бојл-Мариотовим законом који су Роберт Бојл и Едм Мариот независно један од другог паралелно формулисали, па он по њима носи назив. Када је температура константна из једначине стања идеалног гаса следи да између запремине и притиска постоји следећа релација:
{\displaystyle pV=const}

### Изотерма
Графички се процес може представити уз помоћ изотерме. То је крива слична адијабати код адијабатског циклуса, с тим што је мање стрма од ње.

## Промена унутрашње енергије
Пошто је при изотермском циклусу =0 онда је и ΔU=0, где је ΔU промена унутрашње енергије система, а ΔТ промена температуре. Дакле при изотермском циклусу се унутрашња енергија идеалног гаса не мења.

## Рад при изотермском процесу
Рад који се врши при изотермском процесу можемо рачунати преко површине испод изотерме у pV дијаграму. Ако гас прелази изотермски из стања 1 у стање 2 рад који се притом изврши је:
{\displaystyle W_{1\to 2}=-\int _{V_{1}}^{V_{2}}pdV}
{\displaystyle W_{1\to 2}=-\int _{V_{1}}^{V_{2}}pdV=-\int _{V_{1}}^{V_{2}}{\frac {nRT}{V}}dV=-nRT\ln {\frac {V_{2}}{V_{1}}}}
{\displaystyle -Q=W_{1\to 2}=-nRT\ln {\frac {V_{2}}{V_{1}}}}